# Kingissepp
« Jamburg » redirige ici. Pour le gisement de gaz naturel, voir Yambourg.
Kingissepp (en russe : Кингисепп, en allemand : Jamburg) est une ville de l'oblast de Léningrad, en Russie, et le centre administratif du raïon de Kingissepp. Sa population s'élevait à 48 260 habitants en 2013.

## Géographie
Kingissepp est arrosée par le fleuve Louga et se trouve à 49 km au sud du golfe de Finlande, à 38 km à l'est de Narva (Estonie), à 111 km au sud-ouest de Saint-Pétersbourg et à 581 km au nord-ouest de Moscou.

## Histoire

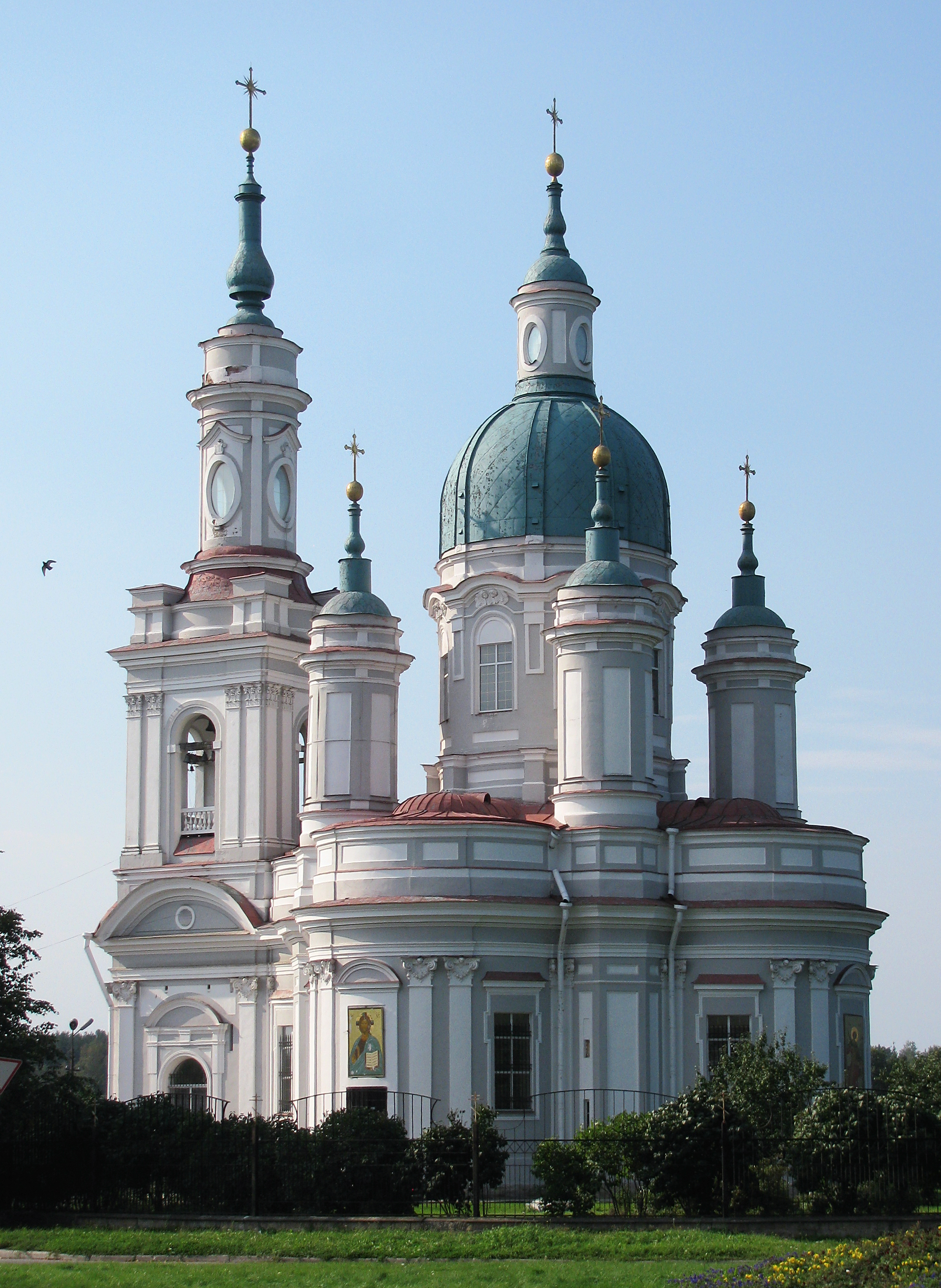
La cathédrale Sainte-Catherine de Kinguissepp.

La première mention de la ville remonte à l'année 1384, lorsque les Novgorodiens y construisirent une forteresse contre les Suédois. Ils l'appelèrent Iama ou Iamski Gorodok, d'après une tribu finnoise qui vivait dans la région. Les environs de la ville sont toujours le principal lieu où l'on trouve encore des locuteurs de l'ingrien, une langue aujourd'hui presque éteinte. La citadelle résista à des sièges l'Ordre Teutonique en 1395 et de 1444 à 1448. À la fin de la guerre de Livonie, elle fut cédée à la Suède, mais rendue douze ans plus tard, en 1595. Après le traité de Stolbovo, elle fut de nouveau cédée aux Suédois, qui conservèrent son nom, orthographié Jama (Я́ма) ou Jamo en suédois. La localité fut complètement détruite par les armées russes pendant la guerre de 1656–1658, après quoi seulement la citadelle resta intacte, mais ne se releva sans doute pas.
Finalement, en 1703, la citadelle fut prise par les Russes au cours de la guerre du Nord (elle avait d'abord été aux mains des Russes pendant un mois à la fin de 1700). Elle fut rebaptisée Jamburg (Я́мбург), forme allemande de son nom. Cinq ans plus tard, Pierre le Grand attribua la ville à Alexandre Menchikov en sa qualité de duc d'Ijora. Le nom de Iambourg a cependant été maintenu jusqu'en 1922, date à laquelle les bolcheviks lui donnèrent le nom du chef communiste estonien Viktor Kingissepp. Elle ne doit pas être confondue avec la ville estonienne de Kuressaare, appelée Kingissepa de 1952 à 1988. Kingisepp (Kinguissepp) signifie cordonnier en estonien.
La mise en exploitation du gisement de phosphorite de Kinguissepp entraîna un rapide développement de la ville dans les années 1960 et 1970.

## Population
Recensements (*) ou estimations de la population
| 1856  | 1870  | 1885  | 1897* | 1920  | 1923* |
| ----- | ----- | ----- | ----- | ----- | ----- |
| 2 057 | 2 490 | 3 343 | 4 584 | 3 199 | 4 438 |

| 1926* | 1939* | 1945  | 1959* | 1970*  | 1979*  |
| ----- | ----- | ----- | ----- | ------ | ------ |
| 5 003 | 7 930 | 2 798 | 8 413 | 17 315 | 38 784 |

| 1989*  | 2002*  | 2006   | 2010*  | 2012   | 2013   |
| ------ | ------ | ------ | ------ | ------ | ------ |
| 49 954 | 50 295 | 50 513 | 48 488 | 48 640 | 48 260 |

## Économie
La principale entreprise de la ville est : OAO Fosforit ou Phosphorit (ОАО "Фосфорит"), qui fait partie du groupe chimique russe EuroChem. Le gisement de phosphorite de Kinguisepp fut découvert au début des années 1950 dans les environs de la ville ; il est estimé à 300 millions de tonnes. La décision de le mettre en exploitation fut prise en mars 1961 et la production de phosphate démarra le 25 décembre 1963. En 1965, on décida de doubler la production, puis en 1968 de construire une usine intégrée de phosphorite pour la production d'engrais minéraux. Des ateliers pour la production d'acide phosphorique et d'autres produits chimiques furent successivement mis en service au cours des années suivantes. En 1994, l'entreprise dut cesser ses activités en raison de la situation économique. En 2001, Fosforit devint une filiale de la Compagnie minérale et chimique EuroChem et la situation fut redressée. Fosforit livre 10 pour cent de la production russe d'engrais phosphatés et emploie 3 700 salariés à Kinguisepp. La ville possède une gare ferroviaire.

## Climat
| Mois                     | jan. | fév. | mars | avril | mai | juin | jui. | août | sep. | oct. | nov. | déc. | année |
| ------------------------ | ---- | ---- | ---- | ----- | --- | ---- | ---- | ---- | ---- | ---- | ---- | ---- | ----- |
| Température moyenne (°C) | −5,5 | −6   | −1,6 | 5,2   | 11  | 15,2 | 17,7 | 15,8 | 10,7 | 5,6  | −0,3 | −3,8 | 5,4   |
| Humidité relative (%)    | 85,3 | 82,6 | 76,8 | 68,4  | 66  | 71,5 | 74,7 | 78,9 | 82,8 | 85,1 | 86,9 | 86,8 | 78,8  |

## Jumelages
- Jõhvi (Estonie)
- Narvik (Norvège)
- Sassnitz (Allemagne)
- Rauma (Finlande)
- Svietlahorsk (Biélorussie)[4]